# Illums Bolighus

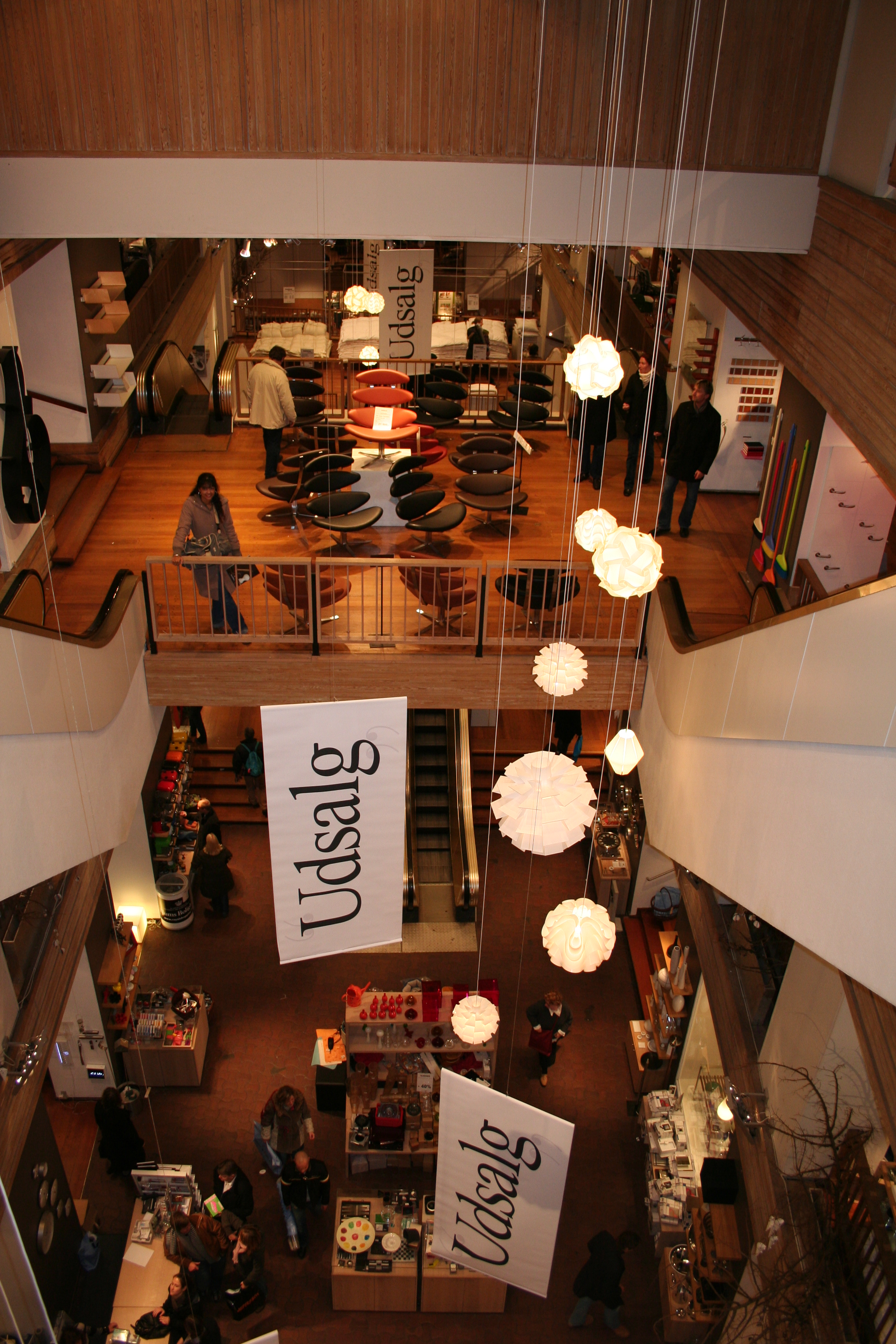

Illums Bolighus som ligger på Amagertorv på Strøget i Köpenhamn är en av de mest välkända inredningsaffärerna i Nordeuropa. Affären grundades år 1925 under namnet BO av affärsmannen Kaj Dessau tillsammans med Brita Drewsen som konstnärlig rådgivare. Affären saknade motstycke under denna tid och innehöll kompletta miljöer med kombinationer av möbler, textilier och konst.
År 1941 blev den övertagen av ägarna bakom stormagasinet Illum och döptes då även om till Illums Bolighus.
Sedan 1985 har Illums Bolighus inte haft någon anknytning till varuhuset Illum, då affären såldes av vid en ombildning av koncernen som för tillfället befann sig i en ekonomisk tillbakagång.
På hösten 2006 öppnade man en filial till Illums Bolighus i Oslo.
Den 8 oktober 2010 öppnade Illums Bolighus på Hamngatan i Stockholm, i Sverigehuset. Denna butik är sedan sommaren 2017 stängd. Hösten 2017 öppnade Illums Bolighus på Klarabergsgatan i Stockholm.
Butik nummer två i Sverige öppnade 25 oktober 2012 i köpcentrumet Emporia i Malmö.
Den 12 november 2015 öppnade Illums Bolighus även på Mall of Scandinavia i Solna.